# Colluricincla harmonica
Colluricincla harmonica là một loài chim trong họ Pachycephalidae.
Đây là loài có mức độ phân bố phổ biến vừa phải đến phổ biến ở hầu hết các vùng của Úc, nhưng vắng mặt trong khu vực khô hạn nhất của sa mạc nội địa. Loài chim này cũng được tìm thấy ở New Guinea.

## Hình ảnh

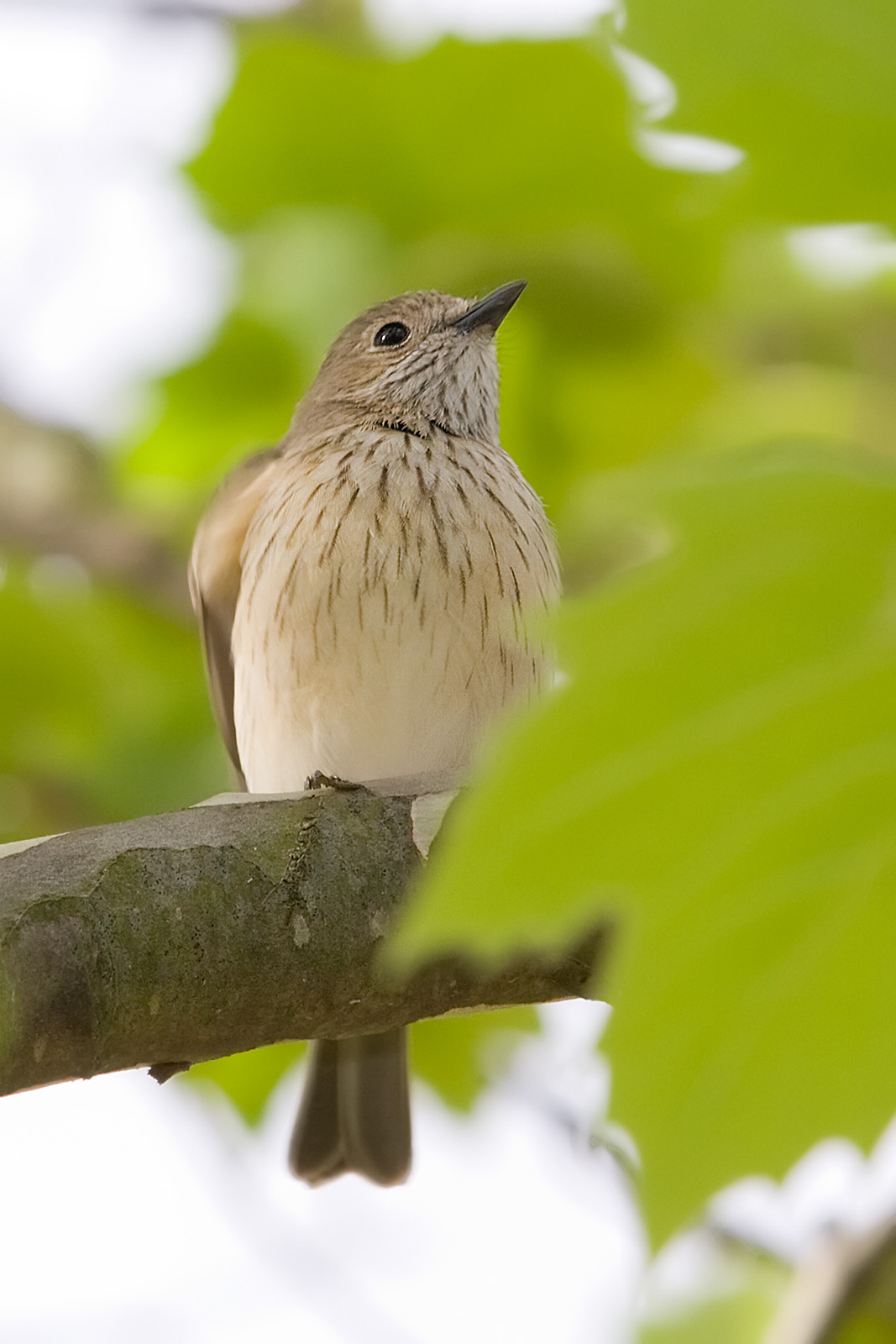
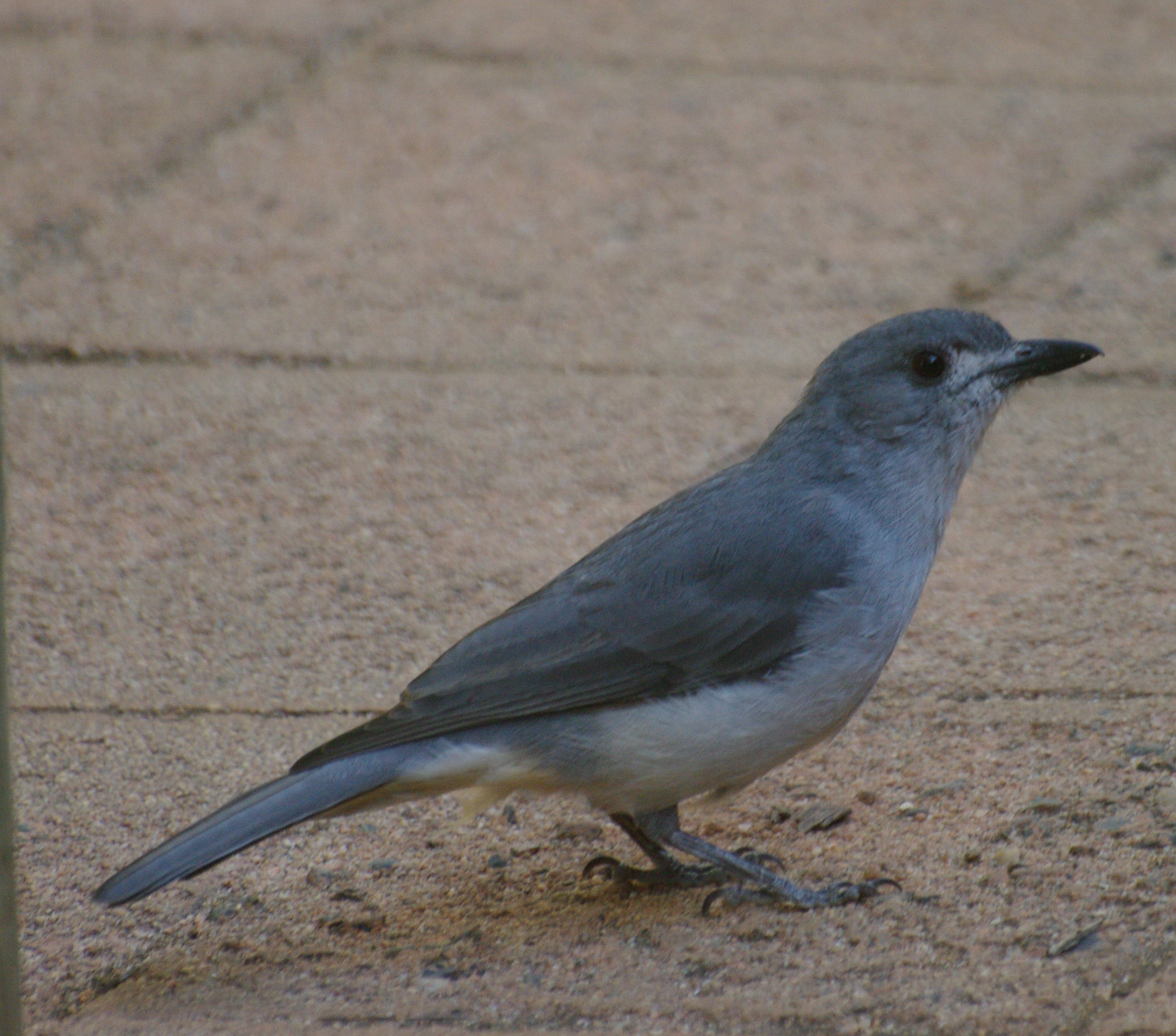
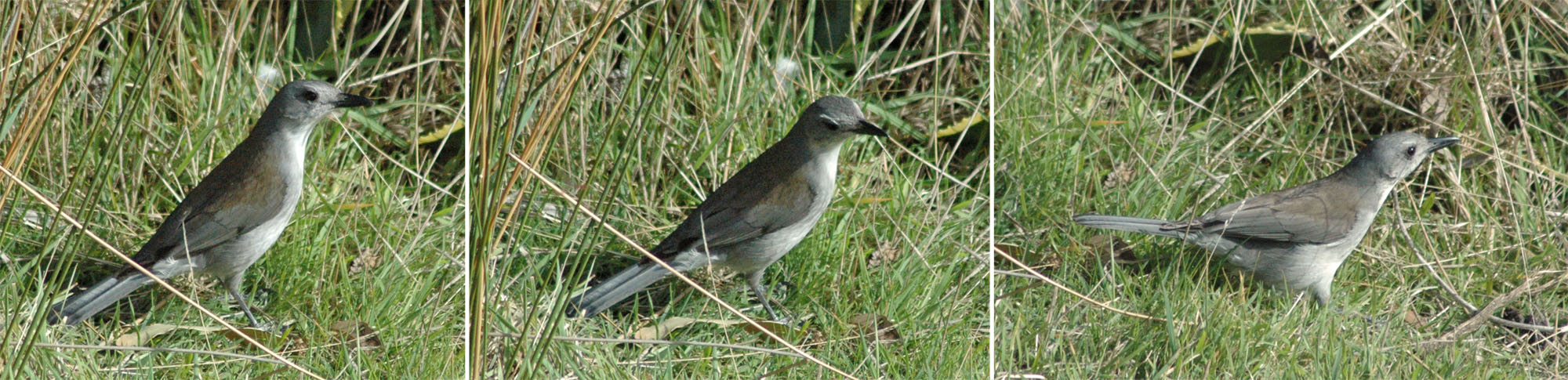
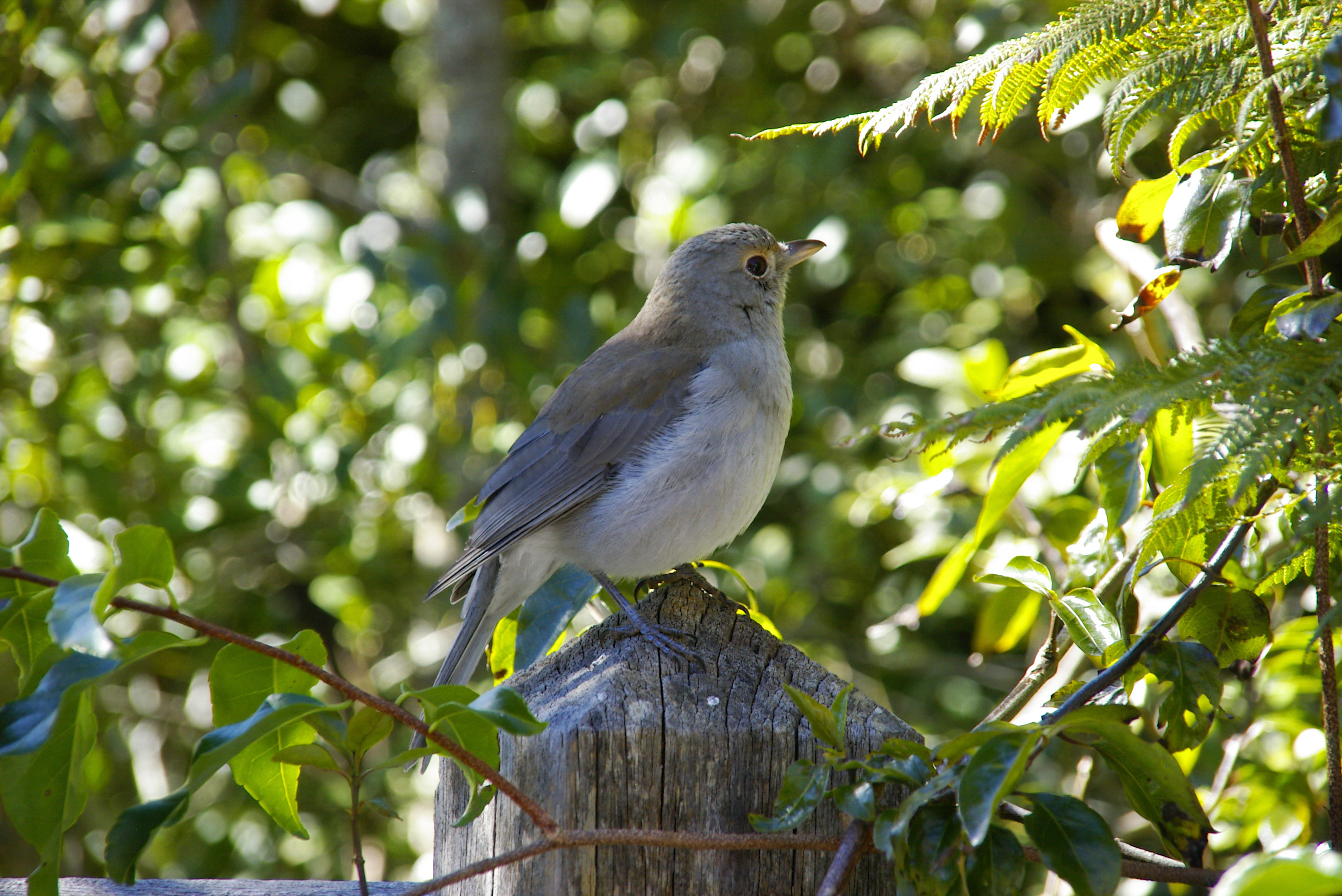